# Powiat kurdystański

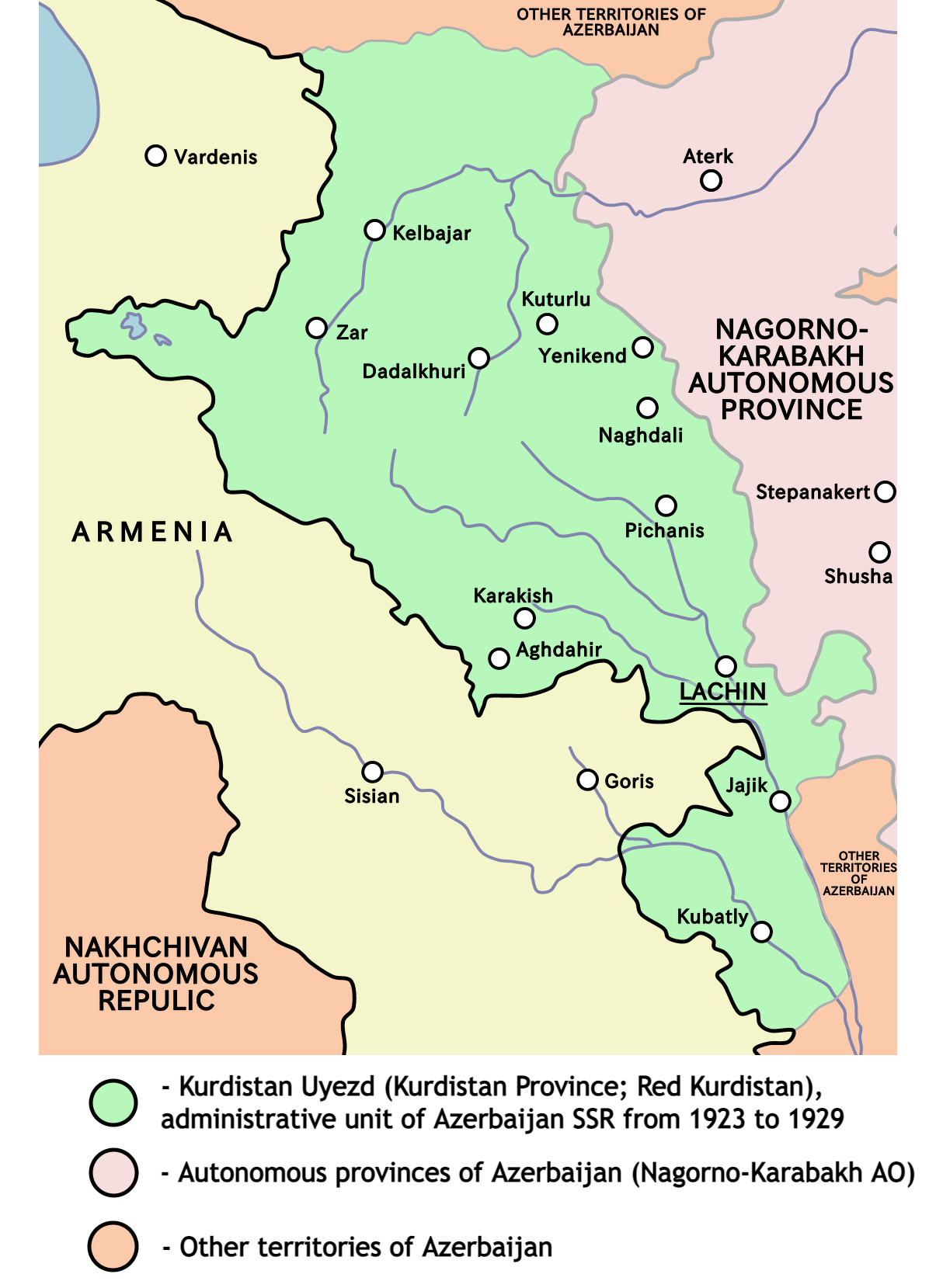
Powiat kurdystański 1923-29

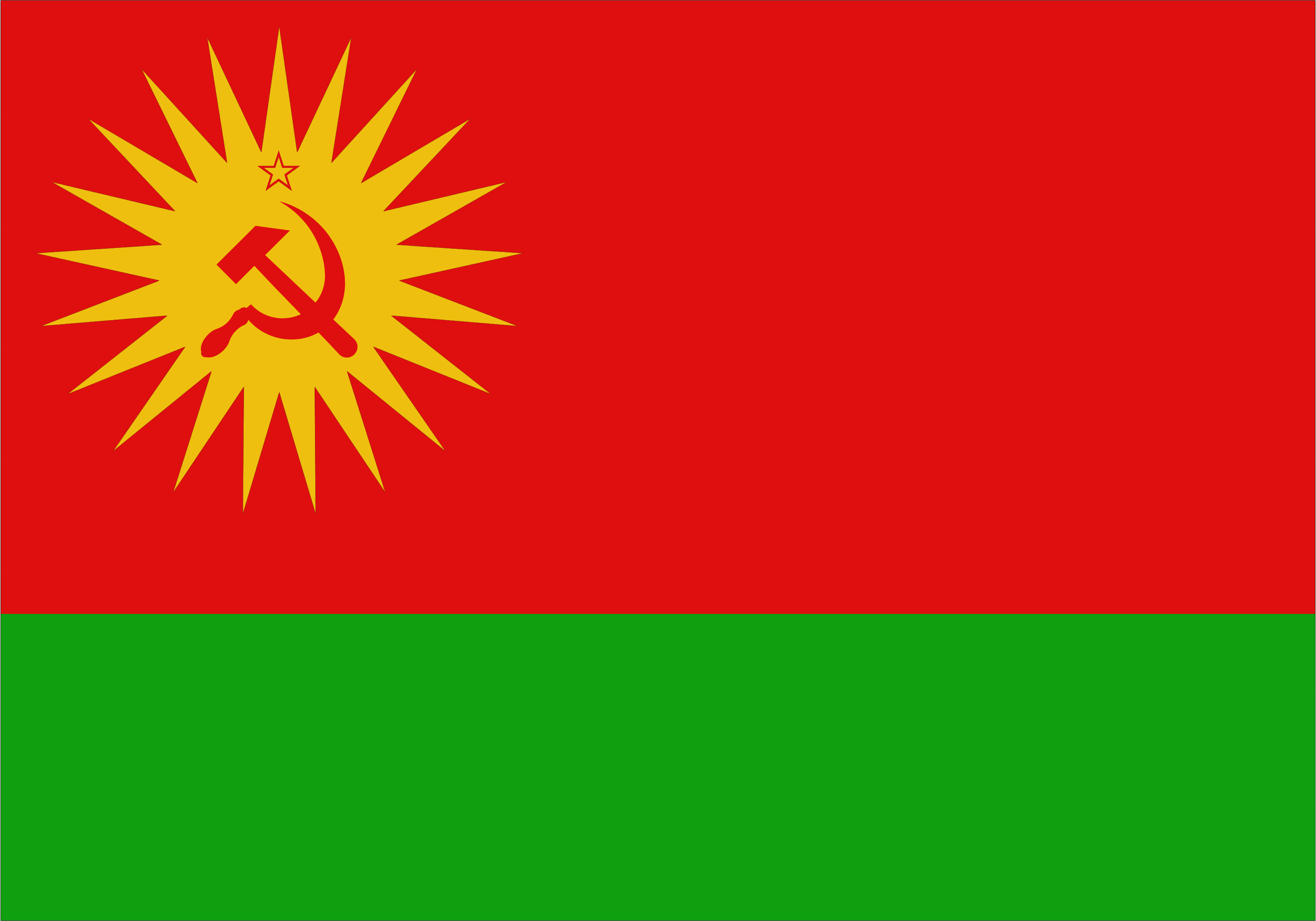
Flaga Powiat Kurdystanu

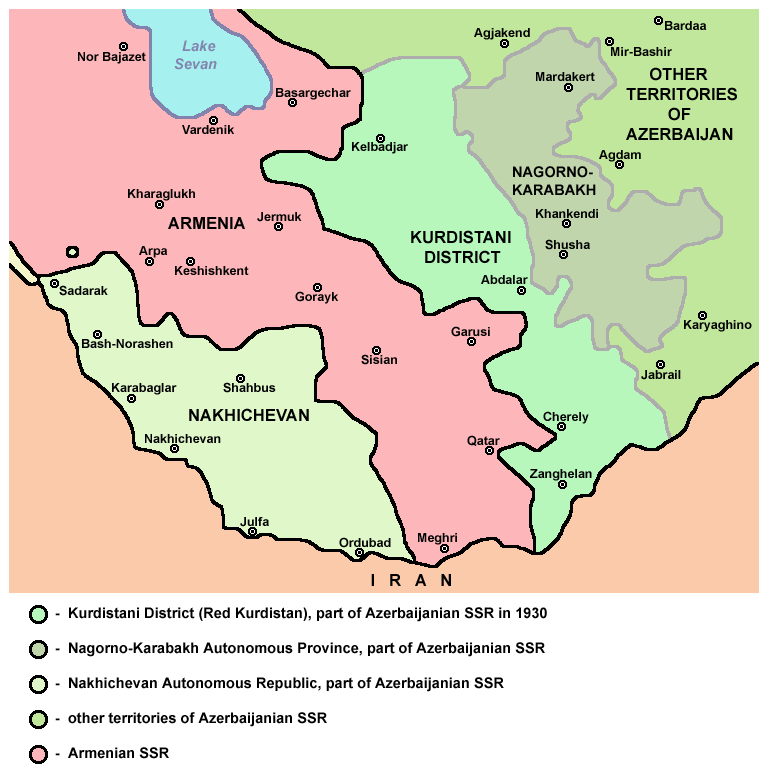
Okręg kurdystański 1930

Powiat kurdystański (az. Kürdüstan qəzası, ros. Курдистанский уезд – Kurdistanskij ujezd, znany też jako "Czerwony Kurdystan", az. Qızıl Kürdistan, kurd. Кöрдьстана Сор – Kôrdistana Sor, ros. Красный Курдистан – Krasnyj Kurdistan) – jednostka administracyjna sowieckiej republiki Azerbejdżanu istniejąca w latach 1923–1929. Powiat kurdystański nie był obdarzony żadną formą autonomii, choć początkowo władze ZSRR przejawiały takie zamiary. 
Powiat kurdystański został utworzony uchwałą Centralnego Komitetu Wykonawczego Azerbejdżańskiej SRR z 16 lipca 1923 z rejonów kelbadżarskiego, laczyńskiego i kubatlińskiego (dwa ostatnie należały do azerbejdżańskiej części dawnego powiatu zangezurskiego). Powiat podzielono na sześć gmin (dair): Karakiszłag, Kelbadżar, Kubatli, Koturli, Kurd-Gadżi i Muradhanli. Tereny te ciągnęły się pasem wzdłuż granicy z Armeńską SRR, dzieląc ją od Nagorno-Karabachskiego Obwodu Autonomicznego. Siedzibą władz zostało osiedle Laczin, jednak w praktyce, z braku budynków na siedziby, wszystkie władze i instytucje mieściły się w Szuszy. 
Spis powszechny w 1926 wykazał, że powiat kurdystański liczył 51 426 mieszkańców, którymi byli: 
- Kurdowie – 37 182 osoby – 72,3%,
- Azerowie („Turcy”) – 13.745 osób – 26,7%,
- Ormianie – 373 osoby – 0,7%.

Miejscowi Kurdowie byli głównie szyitami, w odróżnieniu od pozostałych Kurdów-sunnitów. Kurdowie tworzyli niemal całą (ponad 98%) ludność każdej z gmin, z wyjątkiem gminy Kubatli, gdzie 98,9% mieszkańców stanowili Azerowie. Jednak według tego samego spisu 92,5% mieszkańców powiatu używało języka azerskiego („tureckiego”). 
8 kwietnia 1929 powiat kurdystański został zniesiony w związku z wprowadzeniem podziału administracyjnego na okręgi. Tereny zniesionego powiatu kurdystańskiego objął okręg karabachski. Dopiero pod naciskiem władz centralnych 25 maja 1930 władze Azerbejdżańskiej SRR powołały oddzielną jednostkę administracyjną obejmującą ziemie zamieszkane przez Kurdów – okręg kurdystański. Oprócz ziem dawnego powiatu kurdystańskiego objął on również rejon zangilański i część rejonu dżebrailskiego, graniczące z Iranem. Jednakże już 23 lipca 1930 rząd ZSRR zniósł podział administracyjny na okręgi, w ślad za czym 8 sierpnia 1930 władze Azerbejdżanu zniosły podział republiki na okręgi. Okręg kurdystański przestał istnieć. 
Okoliczności i sposób utworzenia i istnienia najpierw powiatu, a potem okręgu kurdystańskiego – „Czerwonego Kurdystanu” – ewidentnie sugerują, że jednostki te służyły realizacji celów politycznych Moskwy na wiecznie niespokojnym Zakaukaziu, a nie realizacji aspiracji narodowościowych Kurdów w ZSRR, których świadomość narodowa była wówczas znikoma. Władze moskiewskie zagrały kartą kurdyjską w sferze polityki wewnętrznej ZSRR i polityki zagranicznej ZSRR na Bliskim Wschodzie. Sowiecki Kurdystan miał być buforem między Armeńską a Azerbejdżańską SRR i instrumentem nacisku na tę ostatnią republikę jak również potencjalnym narzędziem nacisku na Turcję, która w tym okresie walczyła z powstaniem Kurdów. 
Do tradycji samodzielnej kurdyjskiej jednostki administracyjnej usiłowało nawiązać efemeryczne państwo kurdyjskie – Kurdyjska Republika Laczinu w 1992.